# 札幌市立厚別南中学校
札幌市立厚別南中学校（さっぽろしりつあつべつみなみちゅうがっこう）は北海道札幌市厚別区大谷地にある公立中学校。生徒には「あつなん」と呼ばれている。
1980年代から住宅地の開発やそれに伴う人口流入が続いたため、札幌市内はもとより、北海道内でも屈指のマンモス校として知られ、民間のデベロッパーによるマンション建設が進んだ。そのため、生徒数はやや増加傾向にあった。しかしながら、札幌市内でのマンション建設が落ち着きを見せた2018年現在、厚別南中学校も例外なく、生徒数は減少に傾いている。

## 生徒数・学級数
- 生徒数550名以上（2024年4月現在）[1]
- 15クラス〔1年=5 / 2年=5 / 3年=5〕（令和6年度現在）

平成16年ごろをピークに減少傾向が進んでいる。
しかし、令和元年度は例外である。

## 沿革
- 1986年 - 仮称「厚別南地区中学校」開校事務所が札幌市立中島中学校におかれた。
- 1987年 - 母体校(札幌市立青葉中学校、札幌市立信濃中学校)より生徒を受け入れ、開校。
- 1991年 - 第2期増築工事竣工。
- 1993年 - 第3期増築工事竣工。
- 2004年 - 格技場落成。
- 2005年 - 厚別南中学校オリジナル合唱曲「見上げると…最終章へ」(作詞:本校生徒、作曲:山本登志一)完成。
- 2023年 - 3学期制から2学期制に切り替え(2024年度より開始)
- 2024年 - スキー学習を2度から1度に変更(2024年度のみなのか不明)

## 校区・校舎
場所は、札幌市営地下鉄東西線大谷地駅とひばりが丘駅のほぼ中間の、三里川、北海道道1148号札幌恵庭自転車道線、北海道道3号札幌夕張線に囲まれた三角形の土地に立地している。

校区は、ひばりが丘地区や新札幌地区・大谷地地区という、厚別区でも人口・産業ともに集積する地域を含み、市営住宅やマンション群が林立し、サンピアザ、アークシティイオン新さっぽろ店といった商業施設も充実している。
また北星学園大学、札幌市立大谷地東小学校、札幌市立共栄小学校、札幌市立ひばりが丘小学校、札幌市青少年科学館、厚別区図書館、北海道札幌東商業高等学校など多数の文教施設を校区に含む。

## 進学実績
かつてより、北海道札幌南高等学校、北海道札幌北高等学校、北海道札幌西高等学校、北海道札幌東高等学校、市立札幌旭丘高等学校に毎年一定数の進学者を出している 。

## 部活
- 柔道部
- 野球部
- 男子バスケットボール部
- 女子バスケットボール部
- サッカー部
- 卓球部
- ソフトテニス部
- 女子バレーボール部
- バドミントン部
- 美術部
- 吹奏楽部
- 書道部

※水泳部、陸上部、スキー部、剣道部等、個人部もある。

## 年間行事
- 4月 - 着任式、始業式、入学式、新入生歓迎会、任命式
- 5月 - 生徒総会、校外学習、宿泊学習
- 6月 - 修学旅行
- 7月 - 中体連、中文連、学年スポーツ大会、1学期終業式、夏季休業
- 8月 - 夏季休業、2学期始業式、前期末テスト
- 9月 - （学力テストA）、文化祭、
- 10月 - 英検IBA、生徒会役員選挙、任命式、（学力テストB）、あつおん(合唱コンクール)
- 11月 - （学力テストC)
- 12月 - 冬季休業、2学期終業式
- 1月 - 冬季休業、国立高専入学試験、3学期始業式、3学年末テスト、1•2年スキー学習
- 2月 - 学年末テスト、私立高校入学試験、新入生保護者説明会
- 3月 - 合唱引き継ぎ集会、卒業式、修了式、離任式、公立入学高校試験

## 校訓
「厚南3+1」
- ｢挨拶」を大切にしよう。(出会いをつくる)
- ｢合唱」を大切にしよう。(心を結ぶ)
- ｢校舎」を大切にしよう。(愛情を育てる)

プラス
- ｢時間」を大切にしよう。(規律を育てる)

## 交通
- 札幌市営地下鉄東西線ひばりが丘駅下車、1番出口より西方向へ徒歩7分